# Ембатерії
Ембате́рії (грец. Ἐμβατήρια) — військові пісні, або військові елегії.
Всі події древніх греків супроводжувалися піснями, лунали в піснях. Переможців спортивних змагань оспівували в одах, воїнів, що вирушали у військовий похід супроводжували ембатеріями.
Засновником жанру вважався Тіртей. Це один з не багатьох відомих нам поетів спартанців, який постійно закликав до відваги і стійкості, з'явився творцем маршових пісень, ембатерій. Виконуючи їх, спартанці рвалися в бій. Бойові пісні Тіртея були виключно популярні у Спарті. Влаштовувалися навіть змагання на їх найвдаліше виконання.